# Stenogyne kanehoana
Stenogyne kanehoana là một loài thực vật có hoa trong họ Hoa môi. Loài này được O.Deg. & Sherff miêu tả khoa học đầu tiên năm 1941.